# Paweł Piotrowski (lekkoatleta)
Paweł Piotrowski (ur. 24 września 1985 w Gostyniu) – polski niepełnosprawny lekkoatleta specjalizujący się w konkurencjach rzutowych, czterokrotny medalista igrzysk paraolimpijskich, pięciokrotny mistrz świata, trzykrotny mistrz Europy. Występuje w klasyfikacji T36.
Jest mężem Marty Piotrowskiej.

## Życiorys
Paweł pochodzi z Kunowa w powiecie gostyńskim. Od urodzenia cierpi na porażenie mózgowe czterokończynowe. Od 2000 roku trenuje pchnięcie kulą, rzut dyskiem i oszczepem.
W 2004 roku na igrzyskach paraolimpijskich w Atenach zdobył złoty medal w pchnięciu kulą (F36) i srebrny w rzucie oszczepem (F36/38).
Cztery lata później w Pekinie zdobył srebrny medal w rzucie oszczepem (F35/36), przegrywając tylko Chińczykiem Guo Wei. Był to pierwszy medal zdobyty przez reprezentantów Polski podczas tych igrzysk. Do tego dołączył również brązowy medal w pchnięciu kulą (F35/36).
Na igrzyskach paraolimpijskich w 2012 roku w Londynie zajął czwarte miejsce w zawodach rzutu dyskiem (F35/36), zaś na następnych igrzyskach paraolimpijskich w Rio de Janeiro skończył na piątej pozycji konkurs pchnięcia kulą (F36). Stracił zarazem rekord olimpijski wywalczony podczas igrzysk paraolimpijskich w Pekinie.

## Rekordy
- Rekord paraolimpijski[5]
  - Rzut oszczepem (F36) – 42,88 (8 września 2008, Pekin)
- Rekord mistrzostw świata[6]
  - Rzut oszczepem (F36) – 42,20 (22 stycznia 2011, Christchurch)
- Rekord Europy[7]
  - Rzut oszczepem (F36) – 43,86 (27 maja 2011, Manchester)
- Rekordy mistrzostw Europy[8]
  - Rzut dyskiem (F36) – 38,13 (27 czerwca 2012, Stadskanaal)
  - Rzut oszczepem (F36) – 33,67 (16 czerwca 2003, Assen)

## Wyniki
| Rok  | Zawody                   | Miejscowość    | Konkurencja                   | Wynik | Pozycja     |
| ---- | ------------------------ | -------------- | ----------------------------- | ----- | ----------- |
| 2003 | Mistrzostwa Europy       | Assen          | Skok w dal (F36)              | 3,36  | 7. miejsce  |
| 2003 | Mistrzostwa Europy       | Assen          | Pchnięcie kulą (F36)          | 11,68 | 2. miejsce  |
| 2003 | Mistrzostwa Europy       | Assen          | Rzut oszczepem (F37)          | 33,67 | 4. miejsce  |
| 2004 | Igrzyska paraolimpijskie | Ateny          | Pchnięcie kulą (F36)          | 12,12 | 1. miejsce  |
| 2004 | Igrzyska paraolimpijskie | Ateny          | Rzut dyskiem (F36)            | 32,94 | 4. miejsce  |
| 2004 | Igrzyska paraolimpijskie | Ateny          | Rzut oszczepem (F36/38)       | 37,14 | 2. miejsce  |
| 2005 | Mistrzostwa Europy       | Espoo          | Pchnięcie kulą (F35/36/38)    | 11,99 | 1. miejsce  |
| 2005 | Mistrzostwa Europy       | Espoo          | Rzut dyskiem (F35/36/38)      | 32,76 | 2. miejsce  |
| 2005 | Mistrzostwa Europy       | Espoo          | Rzut oszczepem (F35/36/37/38) | 37,88 | 1. miejsce  |
| 2006 | Mistrzostwa świata       | Assen          | Pchnięcie kulą (F36)          | 12,77 | 1. miejsce  |
| 2006 | Mistrzostwa świata       | Assen          | Rzut dyskiem (F36)            | 34,52 | 1. miejsce  |
| 2006 | Mistrzostwa świata       | Assen          | Rzut oszczepem (F35/36/38)    | 35,43 | 4. miejsce  |
| 2008 | Igrzyska paraolimpijskie | Pekin          | Pchnięcie kulą (F35/36)       | 13,03 | 3. miejsce  |
| 2008 | Igrzyska paraolimpijskie | Pekin          | Rzut dyskiem (F35/36)         | 31,75 | 8. miejsce  |
| 2008 | Igrzyska paraolimpijskie | Pekin          | Rzut oszczepem (F35/36)       | 42,88 | 2. miejsce  |
| 2011 | Mistrzostwa świata       | Christchurch   | Pchnięcie kulą (F35/36)       | 13,77 | 1. miejsce  |
| 2011 | Mistrzostwa świata       | Christchurch   | Rzut dyskiem (F35/36)         | 38,65 | 1. miejsce  |
| 2011 | Mistrzostwa świata       | Christchurch   | Rzut oszczepem (F35/36)       | 42,20 | 1. miejsce  |
| 2012 | Mistrzostwa Europy       | Stadskanaal    | Rzut dyskiem (F35/36)         | 38,13 | 1. miejsce  |
| 2012 | Igrzyska paraolimpijskie | Londyn         | Rzut dyskiem (F35/36)         | 37,59 | 4. miejsce  |
| 2013 | Mistrzostwa świata       | Lyon           | Pchnięcie kulą (F36)          | 12,91 | 3. miejsce  |
| 2013 | Mistrzostwa świata       | Lyon           | Rzut dyskiem (F35/36)         | 38,40 | 4. miejsce  |
| 2014 | Mistrzostwa Europy       | Swansea        | Skok w dal (T36)              | 4,00  | 6. miejsce  |
| 2014 | Mistrzostwa Europy       | Swansea        | Pchnięcie kulą (F36)          | 13,16 | 3. miejsce  |
| 2015 | Mistrzostwa świata       | Doha           | Skok w dal (T36)              | 4,17  | 10. miejsce |
| 2015 | Mistrzostwa świata       | Doha           | Pchnięcie kulą (F36)          | 13,36 | 4. miejsce  |
| 2016 | Mistrzostwa Europy       | Grosseto       | Pchnięcie kulą (F36)          | 13,42 | 3. miejsce  |
| 2016 | Igrzyska paraolimpijskie | Rio de Janeiro | Pchnięcie kulą (F36)          | 13,34 | 5. miejsce  |
| 2017 | Mistrzostwa świata       | Londyn         | Pchnięcie kulą (F36)          | 12,99 | 4. miejsce  |
| 2018 | Mistrzostwa Europy       | Berlin         | Pchnięcie kulą (F36)          | 12,75 | 3. miejsce  |
| 2019 | Mistrzostwa świata       | Dubaj          | Pchnięcie kulą (F36)          | 12,50 | 8. miejsce  |